# Pitts Special
Pour les articles homonymes, voir Pitts.

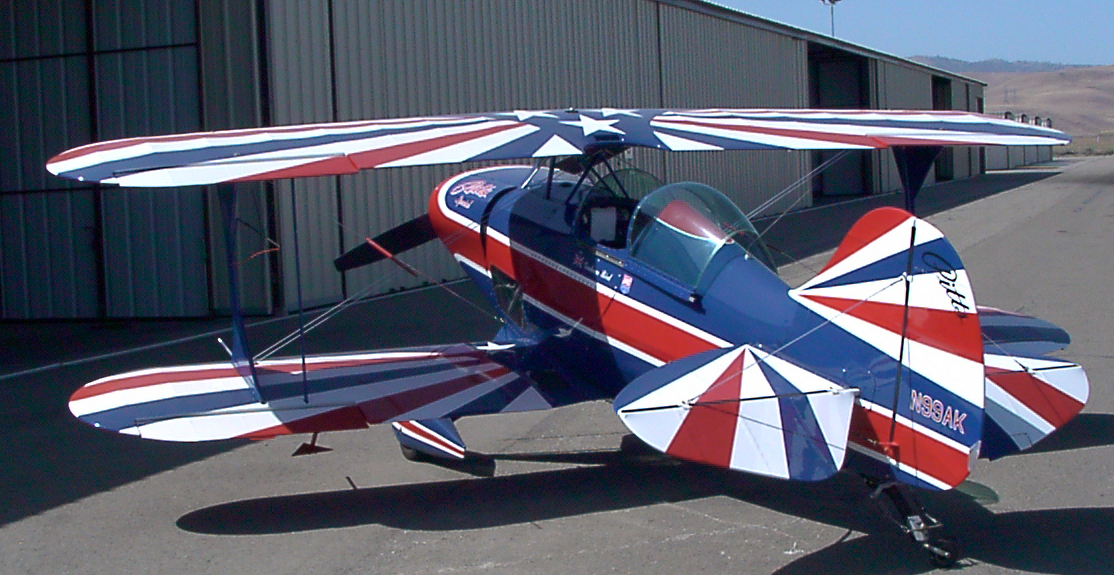
S1S au sol

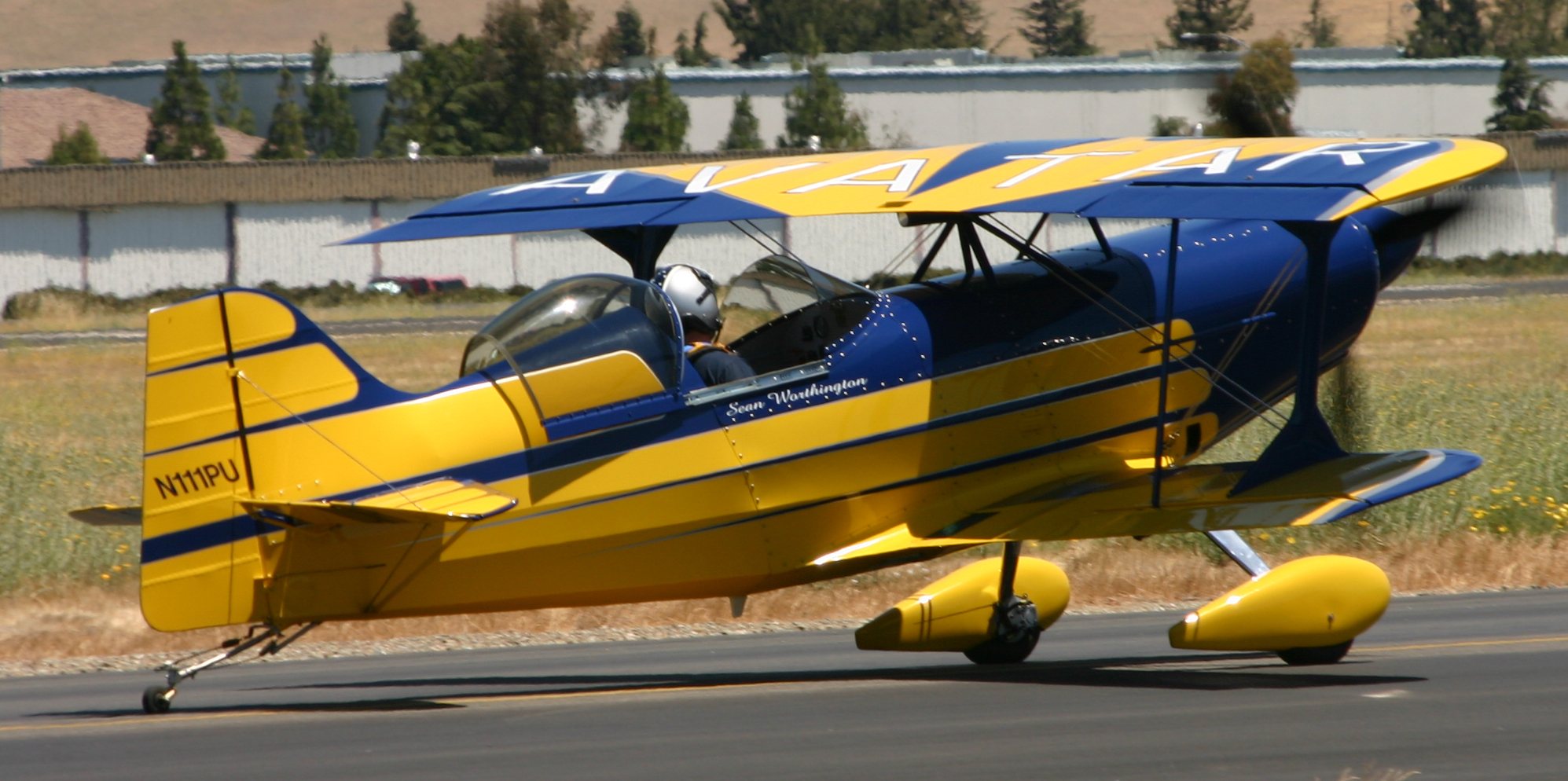
Pitts Special S1-11a

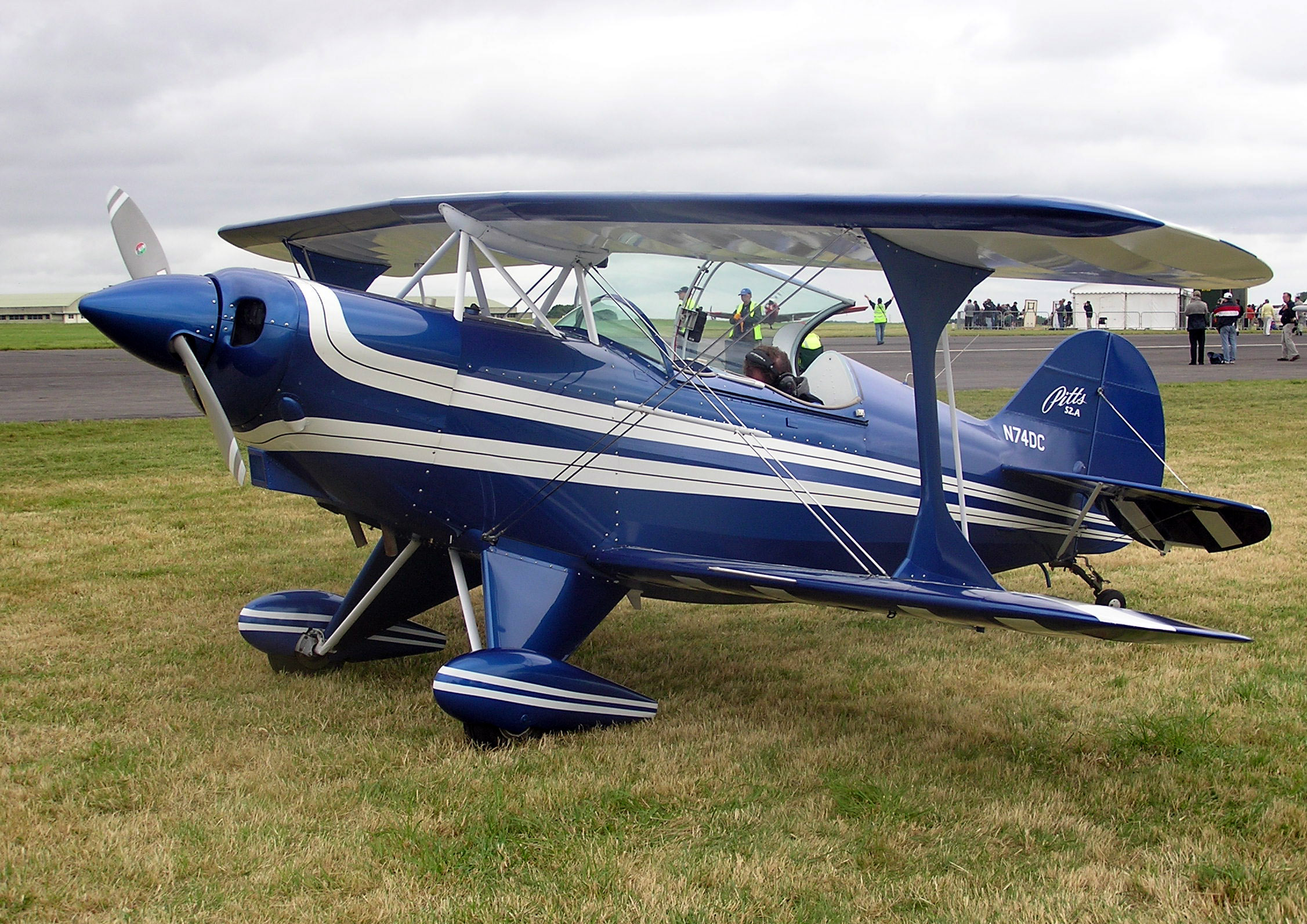
Pitts S-2A

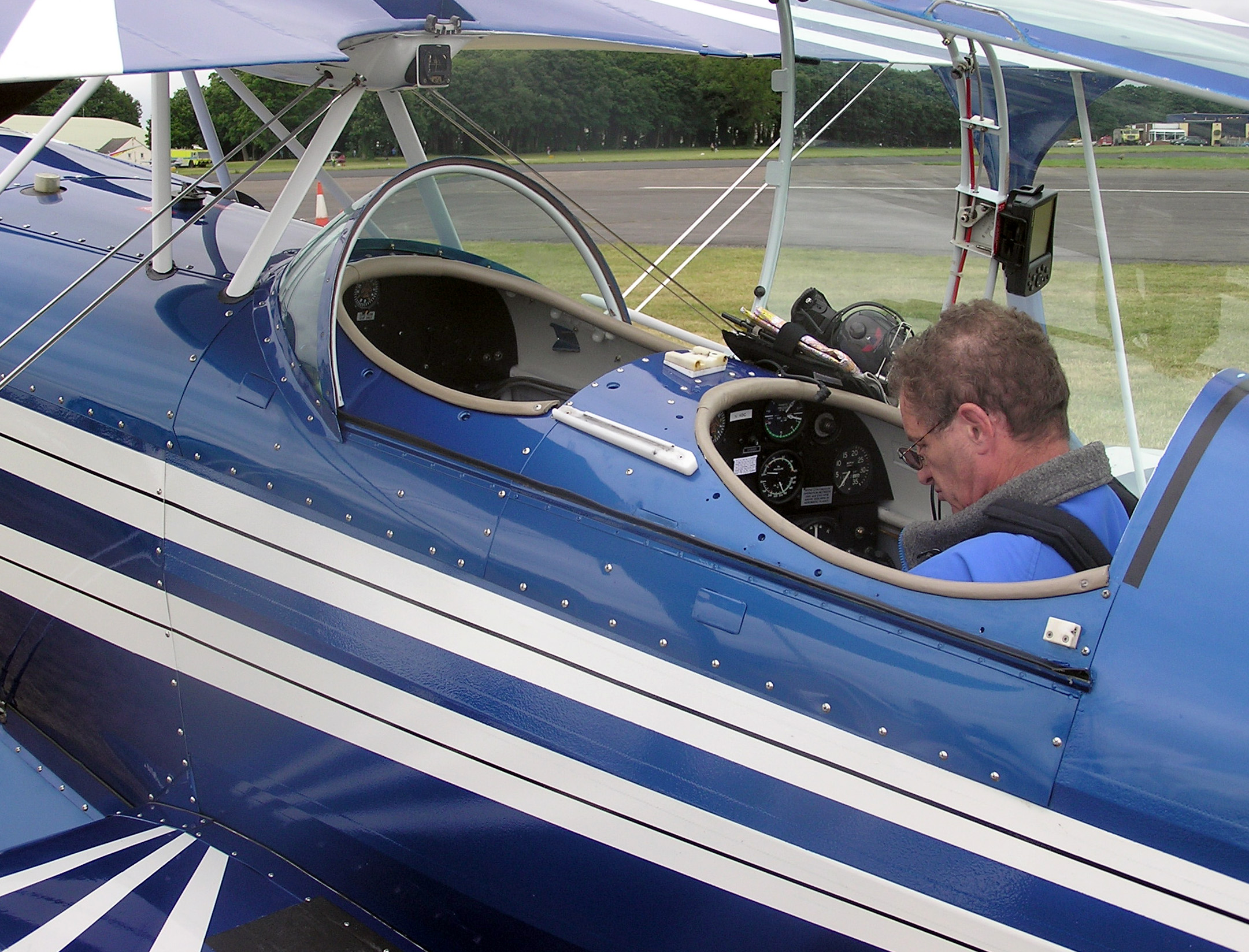
Le cockpit d'un Pitts S-2A

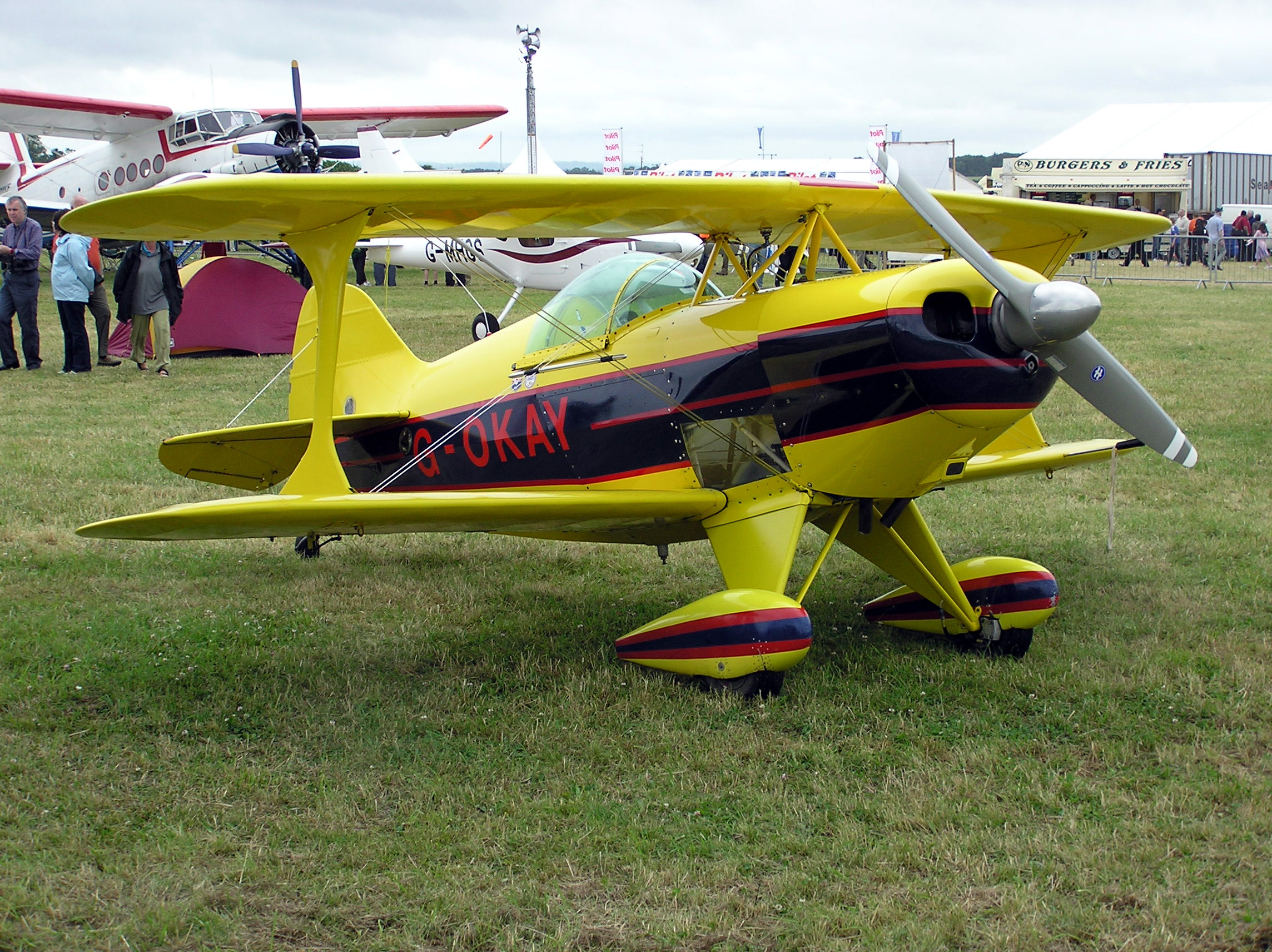
Pitts S-1E

Le Pitts Special est un avion de voltige biplan conçu par Curtis Pitts, qui a accumulé plus de victoires en compétition que n'importe quel autre avion depuis son premier vol en 1944. Le Pitts Special domina la compétition dans les années 1960 et les années 1970 et, même au début du XXIe siècle, il reste un avion efficace en compétition dans les catégories inférieures.

## Développement et histoire
Peu d'avions auront marqué leur temps comme le Pitts Special, et, de nos jours, l'avion en cours de production est assez proche du modèle d'origine qui a fait son premier vol en 1944. De nombreux avions construits par Pitts avaient un dessin de putois sur la carlingue et étaient affectueusement surnommé stinker (« puant » !). Ainsi le prototype du S-2B biplace était surnommé big stinker, celui du S1-11B super stinker et celui du Model 12 macho stinker.
Curtis Pitts est décédé à l'âge de 89 ans, et à sa mort, il était encore en train de travailler sur le prototype du Pitts Special Model 14, un biplace surpuissant équipé d'un moteur en étoile russe de 400 ch que l'on trouve sur les Soukhoï 31.
Aujourd'hui[Quand ?], la société américaine Aviat détient les certificats et droits des Pitts Special mais aussi ceux du Eagle II, avion assez proche du Pitts Special.

## Aujourd'hui
Une version certifiée du Pitts Special est en production aux États-Unis par Aviat à Afton. Il existe une version S1 monoplace équipée d'un moteur Lycoming 4 cylindres AEIO-360 de 200 ch, ou une version biplace S2 équipée d'un moteur Lycoming 4 cylindres AEIO-360 A1A de 200 ch type S-2A, et d'un moteur Lycoming 6 cylindres AEIO-540 de 260 ch type S-2B.
Le Pitts Special a longtemps dominé les catégories supérieures de la voltige mondiale jusqu'à l'émergence dans les années 1970-1980 de monoplaces monoplan à hautes performances qui l'ont supplanté en catégorie unlimited. Cependant, les Pitts restent compétitifs dans les catégories inférieures et font toujours le spectacle dans les shows aériens du fait de leur allure inimitable et de leur redoutable vivacité.
De nombreux exemplaires ont aussi été fabriqués par des amateurs selon les plans officiels.

## Variantes
- Les versions S1 sont des monoplaces et les S2 des biplaces en tandem. Toutes dérivent de l'appareil de 1944, rendu célèbre dans les années 1960 par Betty Skelton (en), Caro Bayley entre autres ;
- S-1C : avion à construire depuis des plans. Aile sans dièdre, 2 ailerons, motorisations de 85 à 180 ch. Hélice à calage fixe ;
- S-1D : S1C avec 4 ailerons ;
- S-1E : S1-S à construire équipé d'une aile symétrique ;
- S-1F : Variante du S1 construction amateur avec une aile Falcon, saumons droits et ailerons agrandis. Moteur 200 ch, calage variable ;
- S-1S : construction amateur ou usine moteurs 180 ou 200 ch, calage fixe, aile symétrique, 4 ailerons ;
- S-1T : version usine, moteur 200 ch, pas variable, aile symétrique et 4 ailerons ;
- S-1-11B : version spéciale, moteur de +300 ch, construction amateur, kit ou usine. Hélice tripale pas variable ;

- S-2A : 200 ch, pas variable, 4 ailerons, construit en série, profil d'aile symétrique ;
- S-2B : 260 ch, pas variable, 4 ailerons, fuselage élargi, hélice 3 pales composite en option, fabriqué en série ;
- S-2C : version améliorée du S-2B, hélice 3 pales de série, dérive agrandie. Avion en production en 2007 ;
- S-2E : S-2A ou S-2B en kit ;
- S-2S : version monoplace du S-2B, utilisé en meeting par des célébrités tel que Jim LeRoy du Bulldog Airshows ;
- Model 12 : Version spéciale équipée d'un moteur russe en étoile M14P de 360 ch ;
- Model 13 : projet de coupé monoplan ;
- Model 14 : Nouvelle conception portée par Steen Aero Lab : deux places, 400 ch ;
- Model 15 : Présenté par Steen Aero Lab comme avion léger et sportif monoplan ;
- Raptor : Basé sur le Model 12, version monoplan de l'appareil, mis sur le marché par Jim Kimball Enterprises.

## Utilisateurs militaires
- Chili ;
- Jordanie ;
- Venezuela.